# 井上庚二郎
井上 庚二郎（いのうえ こうじろう、1890年（明治23年）8月30日 - 1969年（昭和44年）11月13日）は、日本の外交官。駐ハンガリー公使。海軍司政長官。

## 経歴
井上喜代松の二男。神奈川県出身。1917年（大正6年）、東京帝国大学法科大学政治科を卒業し、外交官及領事官試験に合格した。外交官補、領事官補、イギリス大使館三等書記官、外務事務官・亜細亜局第三課勤務、廈門領事・台湾総督府事務官、ポーランド領事、シドニー総領事、外務書記官・商工書記官・通商局第一課長、ドイツ大使館参事官、外務省欧亜局長を歴任した。1939年（昭和14年）、駐ハンガリー公使に就任した。その後、外務省職員訓練所長を経て、1942年（昭和17年）から1944年10月まで海軍司政長官・ボルネオ民政部長官を務めた。帰国後、1945年1月外務省調査官、1945年3月特命全権公使・ドイツ出張を歴任した。

## 親族
- 井上信也 - 長男[6]。生物学者。
- 井上二葉 - 四女[6]。ピアニスト。

## 栄典
- 1940年（昭和15年）8月15日 - 紀元二千六百年祝典記念章[7]